# Hajam El-Mesry
Hajam El-Mesry est une judokate égyptienne. 

## Carrière
Hajam El-Mesry est éliminée dès le premier tour par la Suédoise Eva Persson au tournoi des moins de 66 kg des Championnats du monde de judo 1989 à Belgrade.
Elle est médaillée de bronze dans la catégorie des moins de 66 kg aux Championnats d'Afrique de judo 1990 à Alger.